# Bracharoa dregei
Bracharoa dregei is een vlinder uit de familie spinneruilen (Erebidae), onderfamilie donsvlinders (Lymantriinae). De wetenschappelijke naam van deze soort is voor het eerst geldig gepubliceerd in 1854 door Herrich-Schäffer.
De soort komt voor in tropisch Afrika.